# 崔承老
崔 承老（さいしょうろう、朝鮮語: 최승로、927年 - 989年）は、高麗王朝成宗代の政治家、詩人。慶州出身。

## 人物
982年、成宗にいわゆる『時務二十八条』を上書し、中央集権的統治体制の確立と儒教的政治理念の実現を主張した。すなわち、崔承老は、「生活習慣は民族の姿を維持しても、礼楽を始めとする国家経営の制度は中華に則るべきである」とし、中華に則った儒教による国家統治論を主張した。これは、成宗代にほぼ実行に移された。